# Ravenstein (Germania)
Ravenstein è una città tedesca di 2 961 abitanti, situata nel land del Baden-Württemberg.